# Falkirk
Falkirk (en gaèlic escocès: An Eaglais Bhreac) és una ciutat del centre d'Escòcia, que està situada al nord-oest i al nord-est de les ciutats d'Edimburg i de Glasgow respectivament. L'any 2004 la població, segons l'Oficina del Registre General per Escòcia (General Register Office for Scotland), era de 32.890 habitants que fan de Falkirk la vintena ciutat més gran d'Escòcia.
La ciutat està assentada en la intersecció del canal Forth and Clyde i del canal Union, una localització que va resultar fonamental pel creixement de Falkirk com a centre de la indústria pesant durant la Revolució Industrial. En els segles xviii i xix va ser el centre de la més gran indústria de ferro i d'acer, sostingut per la Carron Company que es va desenvolupar a prop de la ciutat. En els últims 50 anys la gran majoria de la base industrial pesada de Falkirk ha desaparegut, amb l'economia de la ciutat que es convertia cada vegada més en serveis orientats.
En l'actualitat Falkirk funciona com el principal centre administratiu i de vendes al detall per a l'àrea del consell de Falkirk. Les seves atraccions turístiques dins i al voltant de Falkirk inclouen la Roda de Falkirk, les ruïnes del Mur d'Antoní (Antonine wall) i la Callendar House.

## Història

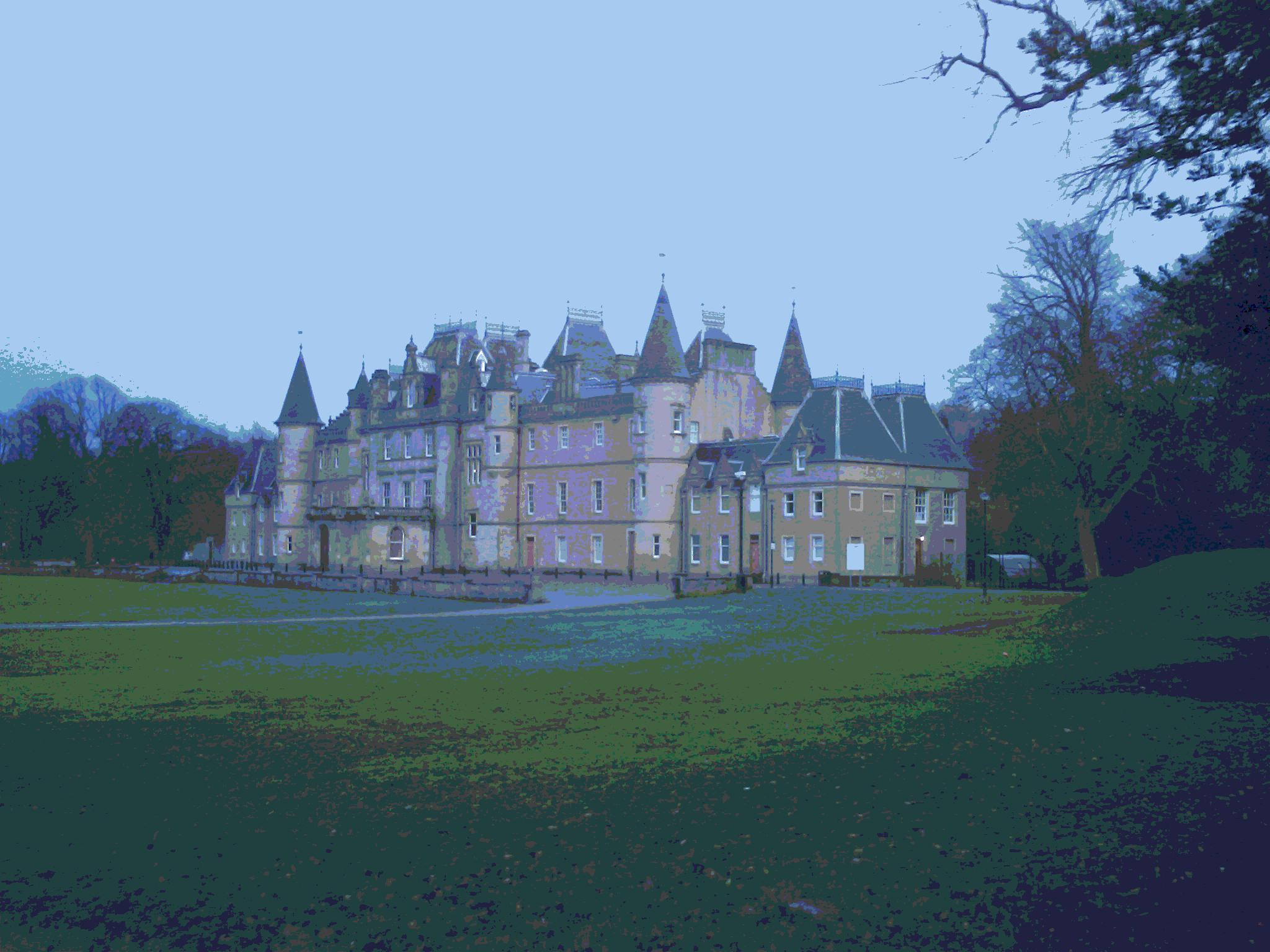
Parc Callendar (Callendar Park).

L'àrea ha estat de gran importància estratègica des de la construcció del Mur d'Antoní entre els fiords de  Forth i  Clyde a l'època de l'Imperi Romà. Moltes de les millors restes visibles dels romans a Escòcia estan a l'àrea de Falkirk.
El primer nom registrat és Ecclesbrith, del cúmbric "Església tacada". Aquest va ser substituït més endavant pel gaèlic escocès An Eaglais Bhreac, que segueix sent el nom gaèlic modern. El nom escocès, Fawkirk, té el mateix significat i aquest es va convertir en el seu nom en l'anglès modern. El nom en llatí és Varia Capella que també té el mateix significat.
Dues batalles importants van ocórrer a Falkirk:
- La batalla de Falkirk: el 22 de juliol del 1298, on va ser derrotat William Wallace pel rei Eduard I d'Anglaterra.

- La Segona Batalla de Falkirk: el 17 de gener del 1746, entre els jacobites, sota les ordres de Carles III d'Anglaterra i d'Escòcia, i l'exèrcit del govern comandat pel Tinent General Henry Hawley. Hawley va ser derrotat.

Al segle xviii l'àrea va servir com la base de la Revolució Industrial d'Escòcia, convertint-se en el centre principal de la indústria del ferro colat, en l'actualitat els pots de cuina fets amb ferro colat són coneguts a Zimbabwe com "falkirks". L'àrea estava a l'avantguarda de la construcció dels canals quan el Canal Forth i Clyde es va obrir el 1790. L'Union Canal (1822) va proporcionar una connexió a Edimburg i al desenvolupament ferroviari en els anys 1830 i 1840. En el curs del temps, els camins i les autopistes van seguir els mateixos corredors estratègics nacionals a través de l'àrea de Falkirk. Una gran fàbrica de maons es va crear en aquest moment, propietat de la família Howie.
Falkirk va ser la primera ciutat de la Gran Bretanya en tenir un sistema completament automatitzat d'enllumenat públic, dissenyat i executat per una firma local, Thomas Laurie & Co Ltd. La ciutat també era, fins al 2007, llar del carrer més curt de la Gran Bretanya, el Carrer Tolboothal nord de Steeple.
La ciutat té dos lemes: "Touch ane, touch a" (en anglès, Touch One Touch All, en català Toques a un, toques a tots) i "Better Meddle sense 'the de'il than the bairns o' Fawkirk" (en anglès: Better Meddle with the devil than with the bairns of Falkirk, en català Millor ficar-te amb el diable que amb els nens de Falkirk).

## Geografia
Falkirk està situat en una àrea de topografia ondulada entre l'altiplà Slamannan i l'abast superior del Fiord de Forth. L'àrea del nord de Falkirk és part del terreny d'al·luvió del riu Carron. Dos tributaris del riu Carron, l'East Burn i el West Burn travessen la ciutat i formen la part del seu drenatge natural. Falkirk s'assenta entre 50 metres i 125 metres sobre el nivell del mar.

## Fills il·lustres
- Alexander Stewart Thompson, compositor, cantant i pianista.